# Veine maxillaire
La veine maxillaire, ou veine maxillaire interne, est constituée d'un tronc court qui accompagne la première partie de l'artère maxillaire interne.
Elle est formée par une confluence des veines du plexus ptérygoïdien, et passe en arrière entre le ligament sphéno-mandibulaire et le col de la mandibule, et s'unit à la veine temporale superficielle pour former la veine rétro-mandibulaire.

## Galerie

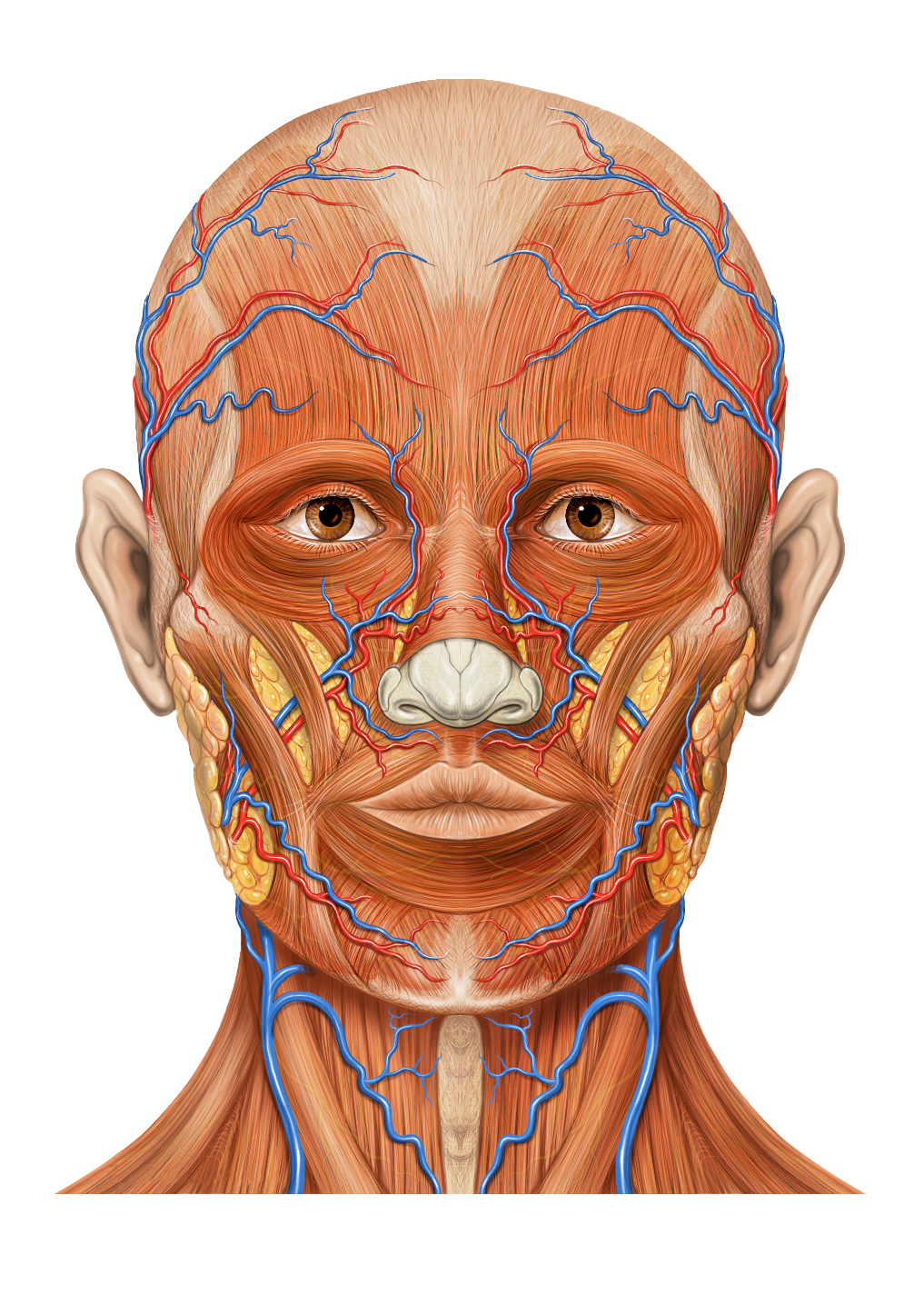
Vue antérieure de l'anatomie de la tête